# Гуторм Сигурдсон
Гуторм Сигурдсон (на старонорвежки: Guthormr Sigurðarson) е крал на Норвегия в продължение на седем месеца през 1204 г.

## Биография
Той е син на Сигурд Лавард и внук на крал Свере Сигурдсон. Когато чичо му Хокон III Свересон умира внезапно на 1 януари 1204 г. (вероятно отровен от мащехата си Маргарита Шведска), Сигурд е издигнат за крал на едва 4-годишна възраст. Едва утихналата гражданска война в страната се подновява с нова сила. Детето-крал заболява и умира само няколко месеца след като е поставено на трона. Погребано е в катедралата в Тронхайм.